# Lista comunelor din Tebessa

Harta Algeriei cu provincia Tebessa evidențiată

Din provincia Tebessa fac parte următoarele comune:
- Aïn Zerga
- Bir El Mokadem
- Boukhadra
- Boulhaf Dir
- Cheria
- El Aouinet
- El Kouif
- El Ma El Biodh
- El Meridj
- El Mezerra
- El Ogla
- Ferkane
- Guorriguer
- Hammamet
- Lahouidjbet
- Morsott
- Negrine
- Ogla Melha
- Ouenza
- Oum Ali
- Safsaf El Ouesra
- Stah Guentis
- Tebessa
- Tlidjene